# Scandia Tholi
Scandia Tholi je skupina hor na povrchu Marsu poblíž severní polární oblasti, což má za následek, že oblast je vystavována působení Marsovské zimy. V této době se zde vyskytuje „sněhová“ pokrývka, která je tvořena oxidem uhličitým.
Pojmenována byla roku 2003. Hory se táhnou na vzdálenost 480 km.